# Танасевский, Борис Захарович
Борис Захарович Танасевский — советский хозяйственный, государственный и политический деятель.

## Биография
Родился в 1921 году. Член КПСС с 1943 года. Окончил педагогическое училище.
Участник Великой Отечественной войны. 
В 1946—1962 гг. — заместитель председателя исполкома уездного, городского Советов, секретарь окружного комитета партии, c августа 1953 г. - председатель исполкома Кишинёвского городского Совета депутатов трудящихся, с 1958 г. - директор Молдавского республиканского государственного издательства «Картя Молдовеняскэ» («Молдавская книга»).
Освобождён от должности председателя Кишинёвского горисполкома в 1958 г. после того, как его заместитель Караваев был изобличён как бывший уголовник.
Избирался депутатом Верховного Совета СССР 4-го и 5-го созывов.
Умер в 1978 году. Похоронен на центральном (Армянском) кладбище Кишинёва.
Переводчик:
- Крестьяне / Г. Банару ; пер. с молдов. Б. Танасевский. - Кишинев : Картя Молдовеняскэ, 1964. - 175, [2] с.